# الک ون گورپ
الک ون گورپ (انگلیسی: Elke Van Gorp؛ زادهٔ ۱۵ مهٔ ۱۹۹۵) بازیکن فوتبال اهل بلژیک است.
از باشگاه‌هایی که در آن بازی کرده‌است می‌توان به باشگاه فوتبال خنت اشاره کرد.
وی همچنین در تیم‌های ملی فوتبال Belgium women's national under-15 football team, Belgium women's national under-17 football team, Belgium women's national under-19 football team، و زنان بلژیک بازی کرده‌است.